# Sociedade de São Vicente de Paulo
A Sociedade de São Vicente de Paulo (SSVP) é uma organização internacional ligada à Igreja Católica, fundada em 1833 e dedicada ao serviço aos pobres. Criada por Frederico Ozanam e Emmanuel Bailly e nomeada a partir de Vicente de Paulo, a organização faz parte da Família Vicentina mundial.
A associação tem como suas unidades básicas de ação as chamadas "Conferências", que consistem em grupos de leigos vinculados a inúmeras paróquias mundo afora que se dedicam ao serviço aos necessitados de suas regiões. Seus esforços para oferecer ajuda material e espiritual aos pobres são diversas, assim como seus meios de arrecadação de recursos. Há uma grande variedade de programas de extensão patrocinados pelas Conferências e Conselhos locais.

## História
A SSVP foi fundada em Paris como resultado de uma Conferência sobre Direito e História organizada pelo jornalista Emmanuel Bailly para estudantes universitários, numa época em que as associações católicas de assistência social estudantil estavam sendo fechadas. O propósito intelectual dessas reuniões, no entanto, não correspondia às aspirações espirituais e ao desejo de compromisso social sentidos por um grupo de estudantes liderados por Frederico Ozanam (beatificado em 1997 por Papa João Paulo II). Convencidos da necessidade de colocar as palavras em prática para demonstrar a vitalidade de sua fé, decidiram transformá-las em Conferências de Caridade, que deveriam ter caráter essencialmente leigo, obedientes à autoridade da Igreja, destinadas a santificar seus membros e os pobres a quem serviam. Deveriam ser marcadas pela simplicidade, amizade e companheirismo nas relações entre os membros, com decisões tomadas colegialmente, praticando a caridade não como uma atividade individual, mas por meio da solidariedade coletiva.
Em 1835, após a elaboração de sua primeira regra, as Conferências de Caridade adotaram o nome de Sociedade de São Vicente de Paulo, em homenagem ao santo escolhido como seu patrono (em sugestão de Jean-Léon Le-Prevost). Bailly foi seu primeiro presidente e Le-Prevost, vice-presidente. Em 1845 obtiveram o reconhecimento da Santa Sé.
A Sociedade iniciou seus passos sob a influência da Irmã Rosália Rendu, DC, membra das Filhas da Caridade de São Vicente de Paulo já conhecida por seu trabalho de grande impacto social na periferia de Paris à época. Ela orientou Frederico e seus companheiros em sua abordagem aos necessitados.
A Sociedade expandiu-se gradualmente para fora de Paris em meados do século XIX e recebeu benfeitores em lugares distantes, onde figuras como Venerável Leo Dupont, conhecido como o Santo Homem de Tours, tornaram-se colaboradores.

Como Organização Católica Internacional, a SSVP participa como membro associado da UNESCO e como consultora especial no Conselho Econômico e Social da ONU (ECOSOC). Também compõe a Família Vicentina, que inclui duas congregações fundadas por São Vicente de Paulo – a Congregação da Missão, com padres e irmãos vicentinos, e as Damas da Caridade –  e vários outros grupos dedicados à ação de caridade católica.
1. 1 2  «International Associations of the Faithful, Directory - Pontifical Coucils for the Laity». www.vatican.va. Consultado em 25 de junho de 2025
2. 1 2  «A história da RSV». RSV-ROM. Consultado em 25 de junho de 2025
3. ↑  «Sobre nós». SSVP Global. Consultado em 25 de junho de 2025
4. ↑  «Vincentian Family». Wikipedia (em inglês). 4 de junho de 2025. Consultado em 25 de junho de 2025